# Jean-Baptiste Philibert Willaumez

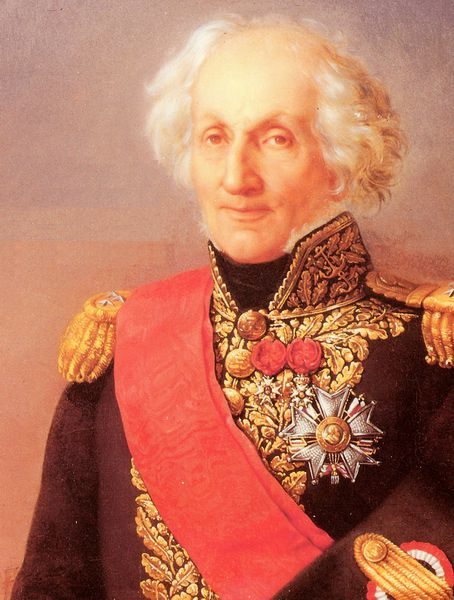
Jean-Baptiste Philibert Willaumez

Jean-Baptiste Philibert Willaumez (* 7. August 1761 in Le Palais auf der Insel Belle-Île; † 17. Mai 1845 in Suresnes) war ein französischer Admiral.

## Leben
Mit vierzehn Jahren kam Willaumez zur Marine und auf das Linienschiff Bien-Aimé, das Louis Antoine de Bougainville führte.
Unter Befehl von Admiral François Joseph Paul de Grasse kämpfte Willaumez im Amerikanischen Unabhängigkeitskrieg. In der Schlacht von Les Saintes (12. April 1782) konnte er sich auszeichnen, doch während eines Seegefechts vor Kap Henry (nordöstlich von Virginia Beach) einige Wochen später, wurde er verwundet und geriet in britische Kriegsgefangenschaft. Nach dem Frieden von Paris (3. September 1783) war Willaumez einige Jahre für französische Handelshäuser zwischen Nord- und Südamerika und Frankreich unterwegs.
1791 schloss sich Willaumez im Auftrag der Nationalversammlung Kapitän Joseph Bruny d’Entrecasteaux an, um nach dem verschollenen Geografen Jean-François de La Pérouse zu suchen. Nachdem Entrecasteaux Ende Juli 1793 vor den Eremiteninseln (Papua-Neuguinea) gestorben war, brach Willaumez diese Expedition ab und kehrte nach Frankreich zurück.
Zusammen mit Louis Thomas Villaret de Joyeuse brachte er 1802 General Charles Victoire Emmanuel Leclerc und dessen Invasionsarmee nach Saint-Domingue (Hispaniola), wo diese den Aufstand unter Führung von Toussaint Louverture niederschlagen sollten.
1819 legte Willaumez alle seine Ämter nieder und zog sich ins Privatleben zurück; anlässlich seines offiziellen Abschieds wurde er zum Vize-Admiral befördert. Während der Julimonarchie war er einer der Berater von Ferdinand Philippe d’Orléans, duc de Chartres.
Am 13. Januar 1840 heiratete er Jeanne-Honorine Frémin, Witwe von Jacques-Charles Chevalier. Jean-Baptiste Philibert Willaumez starb im Alter von über 81 Jahren am 17. Mai 1845 in Suresnes und fand dort auch seine letzte Ruhestätte.

## Schriften (Auswahl)
- Dictionnaire de la marine. Édition Le Chasse-Marée, Douarnenez 1998, ISBN 2-903708-77-0 (Nachdr. d. Ausg. Paris 1831).

## Ehrungen
- Ordre royal et militaire de Saint-Louis
- Grand Officier der Ehrenlegion
- Baron de l’Émpire
- 1837 Pair von Frankreich
- Sein Name findet sich am südlichen Pfeiler (22. Spalte) des Triumphbogens am Place Charles-de-Gaulle (Paris).
- Die Rue Willaumez in Le Palais, die Rue Admiral Willaumez in Suresnes und die Willaumez-Halbinsel (Teil der Insel Neubritannien, Bismarck-Archipel) sind ihm zu Ehren benannt.